# Maria Adler
Maria Adler (Lund, 28 de mayo de 1992) es una exjugadora de balonmano sueca del equipo nacional sueco. Su último club fue el RK Krim.